# Pawel Iwanowitsch Preobraschenski

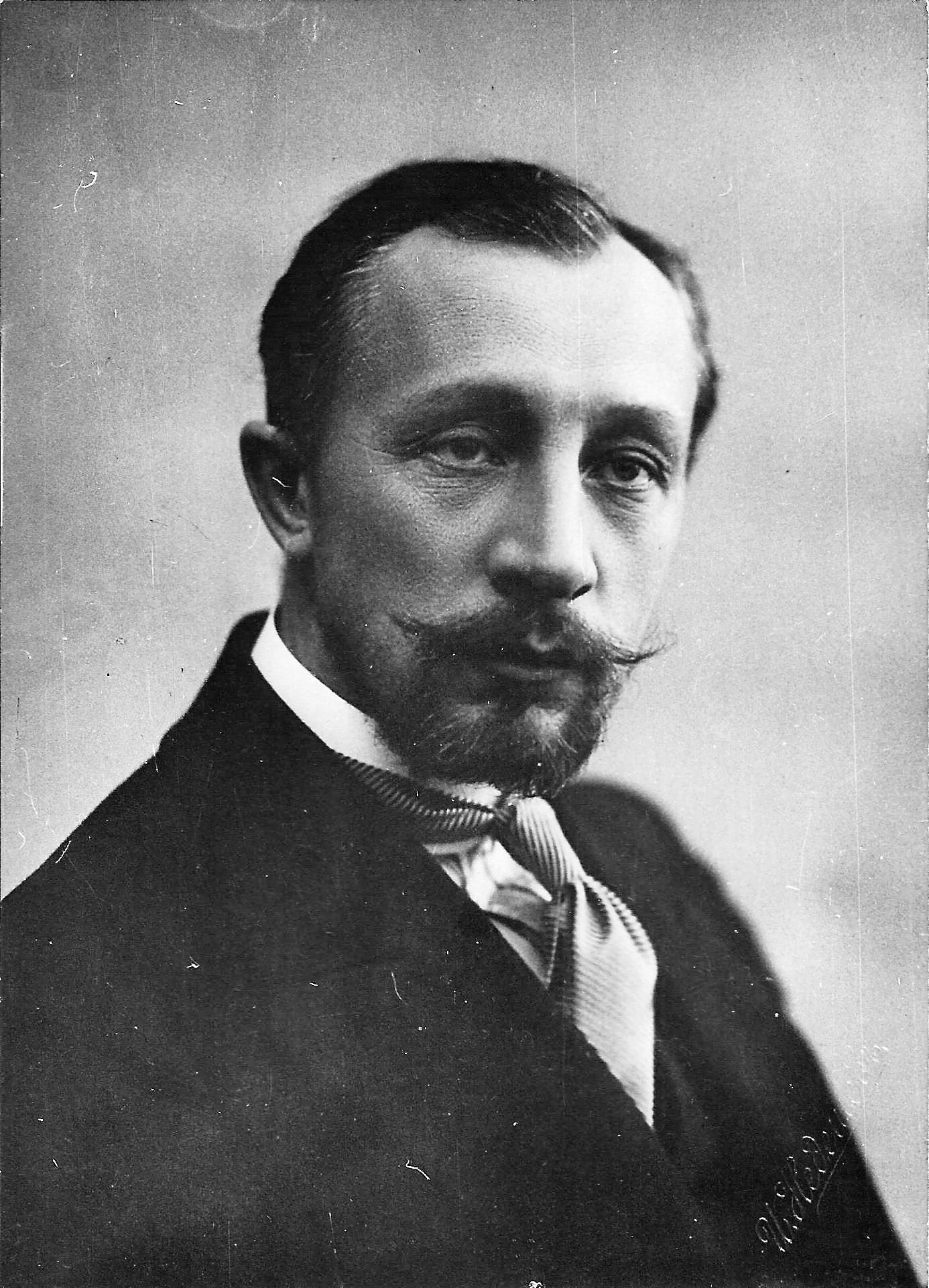
Pawel Iwanowitsch Preobraschenski (1914)

Pawel Iwanowitsch Preobraschenski (russisch Павел Иванович Преображенский; * 1. Januarjul. / 13. Januar 1874greg. im Ujesd Demjansk; † 10. September 1944 in Moskau) war ein russischer Geologe und Hochschullehrer.

## Leben
Preobraschenski, Sohn eines Priesters, schloss den Besuch des Taschkenter Gymnasiums 1892 mit einer Goldmedaille ab und studierte dann an der physikalisch-mathematischen Fakultät der Universität Moskau. Er wechselte dann zum St. Petersburger Bergbau-Institut, an dem er 1900 das Studium als Bergbau-Ingenieur abschloss.
1901 wurde Preobraschenski von Wladimir Afanassjewitsch Obrutschew in die Arbeitsgruppe zur Untersuchung der Lena-Goldfelder aufgenommen. 1908–1909 studierte Preobraschenski an der Universität München. Er war dann Leiter einer Geologengruppe im Ural zur Bestimmung einer Eisenbahntrasse von Ufa zum Magnetberg beim späteren Magnitogorsk. Er lehrte am Bergbau-Institut und war in der Russischen Technischen Gesellschaft aktiv. 1913 wurde er Seniorgeologe des staatlichen Geologischen Komitees und leitete ab 1916 dessen sibirische Sektion. Während des Ersten Weltkriegs diente er in einer Sanitätsabteilung des Ingenieurkommandos.
Nach der Februarrevolution 1917 war Preobraschenski Vizevolksbildungsminister der Provisorischen Regierung mit der Zuständigkeit für Fragen der Berufsbildung. Nach der Oktoberrevolution kehrte er zu seiner Tätigkeit im Geologischen Komitee zurück. 1918 lebte er in Wladiwostok und dann in Orenburg, wo er sich unter anderem mit der Organisation einer freien Hochschule nach dem Vorbild der Moskauer Schanjawski-Volksuniversität beschäftigte.
Im Russischen Bürgerkrieg wurde Preobraschenski im November 1918 Vizevolksbildungsminister der sibirischen Regierung der Weißen Armee beim Oberbefehlshaber Alexander Wassiljewitsch Koltschak in Omsk. Wegen Streitigkeiten insbesondere mit Wassili Wassiljewitsch Saposchnikow ging Preobraschenski zeitweise in Urlaub, wurde aber im Mai 1919 Volksbildungsminister. Er entwickelte einen Gesetzentwurf für die Schaffung einer Einheitsschule im demokratischen Geist. Im Januar 1920 wurde er in Irkutsk verhaftet und im Mai 1920 vom Außerordentlichen Revolutionstribunal Sibiriens zur Haft mit Zwangsarbeit bis zum Ende des Bürgerkriegs verurteilt. Wissenschaftler zusammen mit Maxim Gorki schickten ein Telegramm an Lenin, in dem sie die Aufhebung der Verurteilung des für Russland notwendigen Geologen beantragten.
Im Juni 1920 wurde Preobraschenski Vizeleiter der Volksbildungsabteilung des Sibirischen Revolutionskomitees und Vorsitzender des Sibirischen Komitees für Technikberufsbildung. Ab 1921 lehrte er als Professor für Geologie an der neuen Universität Perm. 1922 wurde er als Nachfolger Alexander-Paul Henckels zum Dekan der agronomischen Fakultät gewählt. Als Boris Konstantinowitsch Polenow 1923 starb, übernahm Preobraschenski die Leitung dessen Lehrstuhls für Geologie und Mineralogie. Neben seiner Tätigkeit in Perm lehrte er am Bergbau-Institut Jekaterinburg, wo er den Lehrstuhl für Geologie der Bodenschätze gründete. Er untersuchte die Steinkohlelagerstätte bei Gornosawodsk, die Schurawlinskoje-Bauxit-Lagerstätte und die Aluminium-Erze an der Tschussowaja.
Im Herbst 1924 wurde er in Leningrad Seniorgeologe im Prospektionshauptamt (Nachfolger des Geologischen Komitees) und wechselte später in das Zentrale Forschungsinstitut für Prospektion. Er blieb dabei außerplanmäßiger Professor der Universität Perm. Die von ihm geführte Geologengruppe entdeckte im Oktober 1925 bei einer Bohrung in Solikamsk in 100 m Tiefe eine riesige Sylvinit-Lagerstätte. Darauf begann dort der Bau eines Chemiekombinats, der 1934 abgeschlossen wurde. 1929 erschloss Preobraschenski das Werchnetschussowskoje-Ölfeld bei Tschussowoi. Er initiierte die Anwendung der Gravimetrie bei der Untersuchung von Salzlagerstätten. Er setzte sich für die Gewinnung von Brom, Bor, Rubidium und anderen Elementen aus Salzen ein. Er untersuchte Salzlagerstätten bei Ischimbai, Salzseen in Westsibirien und Salzlagerstätten in Kirgistan und Kasachstan. Er beriet die im Rajon Artemiwsk prospektierenden Geologen. Er schätzte die Salzvorräte in Ostsibirien ab und hielt sie für sehr hoch. 1935 wurde er zum Doktor der mineralogischen Wissenschaften promoviert. 1937 nahm er am 17. Internationalen Geologenkongress in Moskau teil.
Während des Deutsch-Sowjetischen Krieges organisierte er mit anderen im blockierten Leningrad das Salzforschungsinstitut, dessen Vizedirektor er 1941–1943 war. Anschließend wurde er Vizedirektor des Staatlichen Forschungsinstitut für montanchemische Rohstoffe in Moskau.
Das Mineral Preobrazhenskit trägt Preobraschenskis Namen. In Beresniki wurde eine Straße nach Preobraschenski benannt.

## Ehrungen
- Orden des Roten Banners der Arbeit (1934)[3]
- Ehrenzeichen der Sowjetunion (1944)[2]